# Lean Construction
Lean Construction, ou construção enxuta, nada mais é do que a aplicação da mentalidade enxuta (lean thinking) no setor da construção. Essa abordagem  já faz parte do dia dia de algumas construtoras e profissionais do setor.
Esta filosofia de gestão da produção, voltada a obras civis, é relativamente nova, e surgiu com o trabalho do pesquisador finlandês Lauri Koskela em 1992, o Relatório Técnico nº. 72 – Application of the New Production Philosophy to Construction,publicado pelo CIFE – Center for Integrated Facility Engineering, ligado à Universidade de Stanford, EUA. Neste relatório Koskela desafia os profissionais de construção a quebrar seus paradigmas de gestão ao adaptar as técnicas e ferramentas desenvolvidas com sucesso no Sistema Toyota de Produção (Lean Production), lançando assim as bases dessa nova filosofia por meio de adaptação dos conceitos de fluxo e geração de valor presentes no pensamento enxuto (Lean Thinking) à construção civil, a qual foi chamada de Lean Construction.
Com base nesse documento, dois professores e pesquisadores americanos, os engenheiros Gregory Howell e Glenn Ballard, realizam uma primeira reunião sobre Lean Construction na Finlândia, em 1993.
A partir de 1994, foi formado um grupo mundial de pesquisadores sobre Lean Construction denomiando IGLC – Internacional Group for Lean Construction, coordenado por Howell e Ballard, que anualmente se reúne para discutir os avanços desse novo paradigma para o sistema de Gestão da Produção no setor da Construção Civil.
Foram realizadas até agora as seguintes reuniões:
Ano 1993 – IGLC 01 – Espoo, Finlândia
Ano 1994 – IGLC 02 – Santiago do Chile, Chile
Ano 1995 – IGLC 03 – Albuquerque, EUA
Ano 1996 – IGLC 04 – Birmingham, Inglaterra
Ano 1997 – IGLC 05 – Gold Coast, Austrália
Ano 1998 – IGLC 06 – Guarujá, Brasil
Ano 1999 – IGLC 07 – Berkeley, EUA
Ano 2000 – IGLC 08 – Brighton, Inglaterra
Ano 2001 – IGLC 09 – Singapore
Ano 2002 – IGLC 10 – Gramado, Brasil
Ano 2003 – IGLC 11 – Blacksburg, EUA
Ano 2004 – IGLC 12 – Copenhagen, Dinamarca
Ano 2005 – IGLC 13 – Sydney, Austrália
Ano 2006 – IGLC 14 – Santiago de Chile, Chile
Ano 2007 – IGLC 15 – Michigan, EUA
Ano 2008 – IGLC 16[ligação inativa] – Manchester, Inglaterra
Do ponto de vista da aplicação prática, o IGLC tem buscado implementar sistemas de informação e novas ferramentas que viabilizem a estabilização do ambiente produtivo, enfocando a antecipação de problemas e surpresas, ao invés de prática de adotar a redundância de recursos como maneira de conviver com ambientes de elevado grau de incertezas, porém os encontros do IGLC estão focadas, como seus próprios fundadores gostas de frisar, em "abrir corações e mentes para a Lean Construction", deixando uma lacuna muito grande na contribuição destes pesquisadores para um salto de amadurecimento na prática da Lean Construction.

## Livros no Brasil
Titulo: Lean Construction - O Princípio do TAKT
- Autor: Eduardo Henrique de Oliveira
- Editora: Bookess
- Ano: 2018

Titulo: Gestão de Projetos e Lean Construction - Uma abordagem Prática e integrada
- Autores: Antônio Carlos da Costa Valente; Victor Meireles Aires
- Editora: Appris
- Ano: 2017

Titulo: Aplicação dos princípios lean ao setor de edificações: construção enxuta uma abordagem prática
- Autores: Adalberto Pandolfo, Juliana Kurek, Luciana Brandli, Luciana Pandolfo
- Editora: UPF Editora
- Ano: 2006

Titulo: Logística e Lógica na Construção Lean – Um processo de gestão transparente na construção de edifícios
- Autores: Francisco Eugênio M. da Rocha, Luiz Fernando M. Heinek, Isabel Telles P. Rodrigues, Pedro E. Pereira.
- Editora: Editora Livrarias Livro Técnico
- Ano: 2005

Titulo: Planejamento e Controle da Produção para Empresas de Construção Civil
- Autor: Mauricio Moreira Silva Bernardes
- Editora:LTC (Grupo GEN)
- Ano: 2003